# Функционална једначина
У математици, функционална једначина  је било која једначина која одређује функцију у имплицитном облику.
Често се једначина односи на вредност функције (или функција) у неком тренутку са својим вредностима у другим тачкама. На пример, својства функција могу се утврдити разматрањем врсте функционалних захтева које они задовољавају. Термин  функционална једначина  обично се односи на једначину која се не може једноставно свести на алгебарске једначине.

## Примери
- Функционална једначина

{\displaystyle f(s)=2^{s}\pi ^{s-1}\sin \left({\frac {\pi s}{2}}\right)\Gamma (1-s)f(1-s)}
је задовољена Римановом зета функцијом и означава је Гама-функција.
- Гама функција је јединствено решење за следећи систем од три једначине:

{\displaystyle f(x)={f(x+1) \over x}\,\!}
{\displaystyle f(y)f\left(y+{\frac {1}{2}}\right)={\frac {\sqrt {\pi }}{2^{2y-1}}}f(2y)}
{\displaystyle f(z)f(1-z)={\pi  \over \sin(\pi z)}\,\!\,\,\,}       (Ојлерова формула рефлексије)
- Функционална једначина

{\displaystyle f\left({az+b \over cz+d}\right)=(cz+d)^{k}f(z)\,\!}
где су a, b, c, d цели бројеви који задовољавају ad − bc = 1, i.e. {\displaystyle {\begin{vmatrix}a&b\\c&d\end{vmatrix}}} = 1.
- Остали примери, укључују стандардне или именоване функције:

{\displaystyle f(x+y)=f(x)+f(y)\,\!} (Коши функционална једначина)
Експоненцијално,
{\displaystyle f(x+y)=f(x)f(y),\,\!} задовољава Експоненцијална функција
{\displaystyle f(xy)=f(x)+f(y)\,\!}, задовољава Логаритамске функције
{\displaystyle f(xy)=f(x)f(y)\,\!}, задовољава све услове
{\displaystyle f(x+y)+f(x-y)=2[f(x)+f(y)]\,\!} (квадратна једначина за паралелограм)
{\displaystyle f((x+y)/2)=(f(x)+f(y))/2\,\!} (Jensen)
{\displaystyle g(x+y)+g(x-y)=2[g(x)g(y)]\,\!} (d'Alembert)
{\displaystyle f(h(x))=h(x+1)\,\!} (Абелова једначина)
{\displaystyle f(h(x))=cf(x)\,\!} (Шредерова једначина).
{\displaystyle f(h(x))=(f(x))^{c}\,\!} (Бучерова једначина).
 f(h(x)) = h'  (x) f (x)
{\displaystyle \omega (\omega (x,u),v)=\omega (x,u+v)} (Објашњење једначина)
{\displaystyle f(x+y)=f(x)g(y)+f(y)g(x)\,\!} (Тригонометријски додатак-синуси).
{\displaystyle g(x+y)=g(x)g(y)-f(y)f(x)\,\!} (Тригонометријски додатак-косинуси).
{\displaystyle f(xy)=\sum g_{l}(x)h_{l}(y)\,\!} (Леви-Чивита).
- Једноставан облик функционалне једначине је диференцна једначина. Ово , формално гледано, укључује неодређене функције целих бројева и такође померање оператера с. Један такав пример је:

{\displaystyle a(n)=3a(n-1)+4a(n-2)\,\!}
У комутативним и асоцијативним законима су функционалне једначине. Када је асоцијативан закон изражен у свом познатом облику, један симбол између две варијабле представља бинарну операцију,
{\displaystyle (a\circ b)\circ c=a\circ (b\circ c)~.}
Али ако ƒ(a, b) написано уместо a ○ b онда асоцијативан закон изгледа више као функционална једначина,
{\displaystyle f(f(a,b),c)=f(a,f(b,c)).\,\!}
Једна од карактеристика да су сви примери горенаведени је да су, у сваком случају, две или више познатих функција (понекад множење са константом, понекад поређење две варијабле, понекад функције идентитета) су унутар аргумента од непознатих функција које треба решити.
Некада може бити случај да треба применити услове из математичке анализе; На пример, у случају Коши једначине је већ поменуто, да су решења која су континуиране функције "разумна", док су друга решења која су вероватна неће имати практичну примену и могу бити конструисана (коришћењем Хамелове основе за реалне бројеве као вектор простора над рационалним бројевима). Бор-Молерупова теорема је још један добро познати пример.

## Решавање функционалних једначина
Решавање функционалних једначина може бити веома тешко, али постоје неке заједничке методе њиховог решавања. На пример, у динамичком програмирању низ узастопних метода апроксимације се користе за решавање Белманове једначине , укључујући и методе засноване на фиксној тачки итерација.

Главни метод решавања елементарних функционалних једначина је замена. Често је корисно да се докаже уједначеност, ако је могуће. Такође је корисно да погодите могућа решења. Индукција је корисна техника када је функција дефинисана само са рационалним или целим вредностима.
Дискусија о инволуцији функција је актуелна. На пример, размотримо функцију
{\displaystyle f(x)=1-x\,.}
Писање о f  Бебиџовој функционалној једначини (1820),
{\displaystyle f(f(x))=1-(1-x)=x\,.}
Неколико других функција такође задовољава ову функционалну једначину,
{\displaystyle f(f(x))=x~,}
укључујући, изванf(x) = −x, 
{\displaystyle f(x)={\frac {a}{x}}\,,}
и
{\displaystyle f(x)={\frac {b-x}{1+cx}}~,}
који укључује претходне три и посебне случајеве граница.
Пример 1. Наћи све функције f које задовољавају
{\displaystyle f(x+y)^{2}=f(x)^{2}+f(y)^{2}\,}
за све x,y ∈ ℝ, под претпоставком да је ƒ је функција стварне вредности.
1. 1. 3## = y = 0,

{\displaystyle f(0)^{2}=f(0)^{2}+f(0)^{2}.\,}
Према томе ƒ(0)² = 0 and ƒ(0) = 0.
Нека сада y = −x,
{\displaystyle f(x-x)^{2}=f(x)^{2}+f(-x)^{2}\,}
{\displaystyle f(0)^{2}=f(x)^{2}+f(-x)^{2}\,}
{\displaystyle 0=f(x)^{2}+f(-x)^{2}~.}
Квадрат првог броја је ненегативан, а збир ненегативних бројева је нула акко су оба броја 0.
Према томе ƒ(x)² = 0 за све x и ƒ(x) = 0 је једно решење.